# Minuria scoparia
Minuria scoparia là một loài thực vật có hoa trong họ Cúc. Loài này được P.S.Short & J.R.Hosking mô tả khoa học đầu tiên năm 2000.